# Haus Atlantis
Das Haus Atlantis in der Bremer Böttcherstraße wurde 1930/31 nach Entwürfen von Bernhard Hoetger erbaut. Das Treppenhaus und der Himmelssaal sind noch weitgehend original erhalten. Es zählt zu den interessantesten Zeugnissen deutscher Architektur der Zwischenkriegszeit.
Das Gebäude steht seit 1973 unter Denkmalschutz.

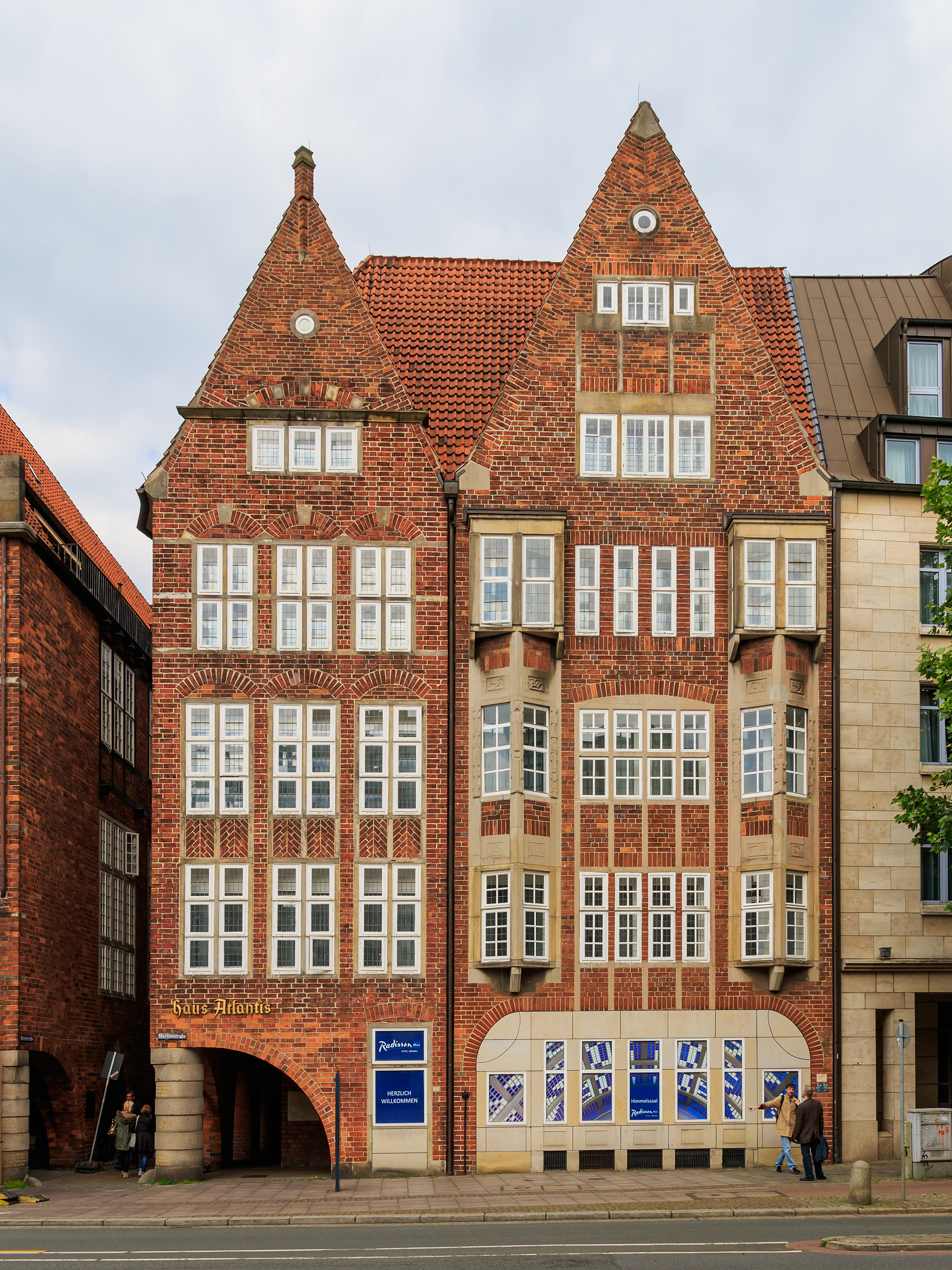
Haus Atlantis (Giebelfront an der Martinistraße)

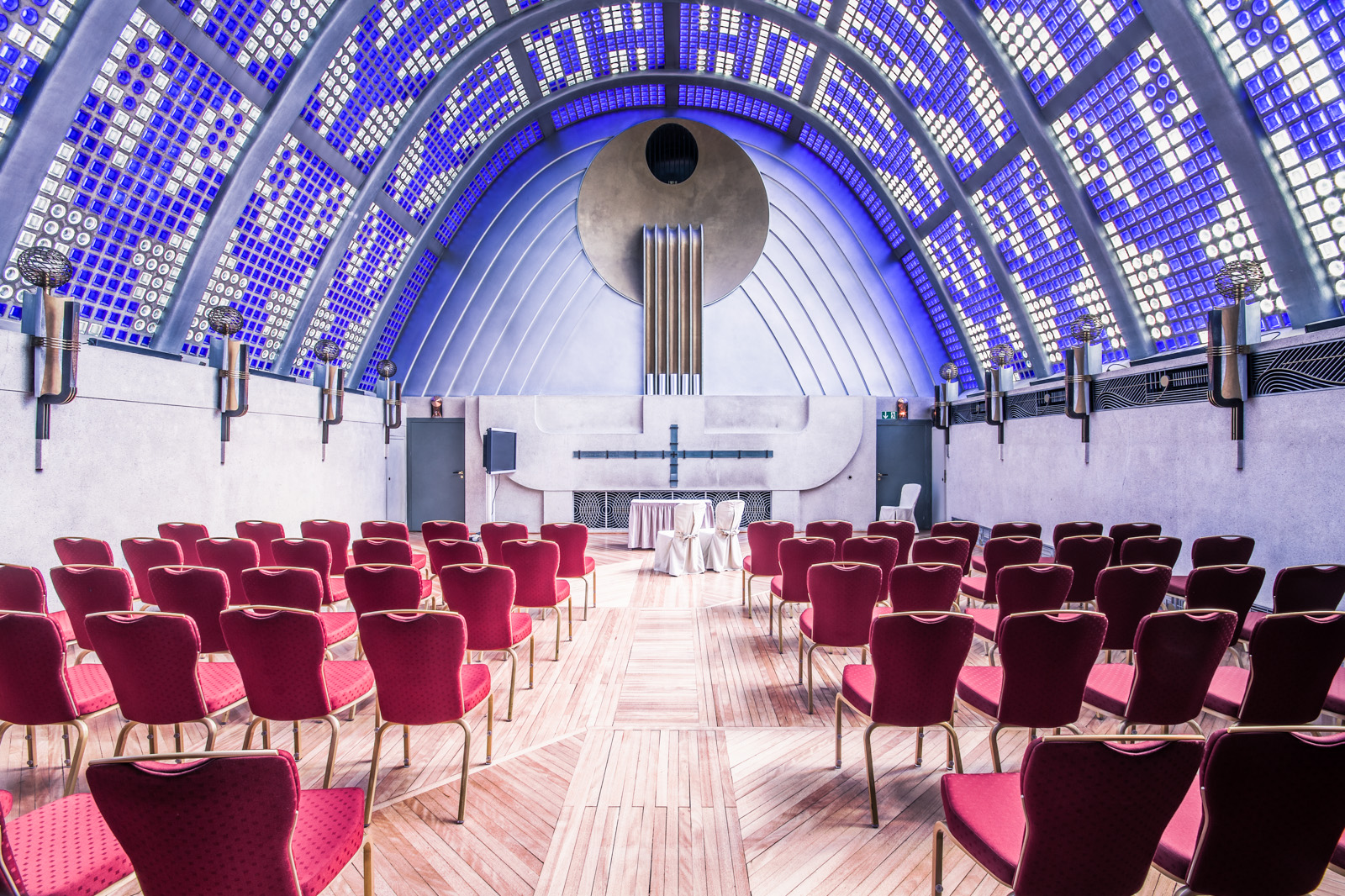
Der „Himmelssaal“ im Haus Atlantis mit Bestuhlung im Jahr 2013

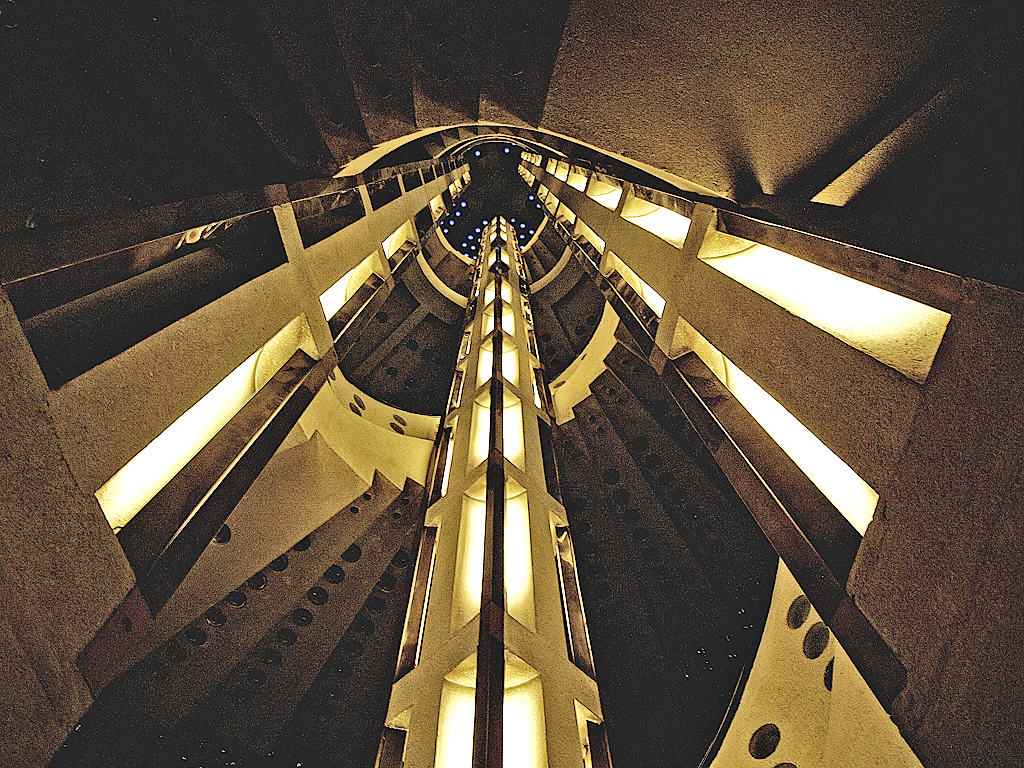
Das Treppenhaus im Stil des Art déco

## Geschichte
Zu dem jüngsten Bauwerk in dem Ensemble Böttcherstraße ließ sich Ludwig Roselius – dem völkisch-nordischen Gedankengut nahestehend – von der umstrittenen völkisch-rassistischen Atlantis-Theorie des Mythenforschers Herman Wirth anregen, die er 1928 in seinem Buch Aufgang der Menschheit veröffentlicht hatte. Roselius war begeistert und beschloss, die Wirthschen Spekulationen in einem Bauwerk unter Hoetgers Regie Gestalt werden zu lassen.

## Bau
Im Gegensatz zu den anderen Bauten der Böttcherstraße errichtete Hoetger das Haus Atlantis als Konstruktion aus Stahl und Glas. Die tragende Konstruktion des Gebäudes bilden Stahlträger, die sich im Dach tonnenförmig biegen, um die Form des Himmelssaals vorzugeben. In regelmäßigen Abständen setzte Hoetger genormte Teakholzfenster, Elemente aus Glasbausteinen und Holztafeln zwischen die Träger. Haus Atlantis wurde am 23. Juni 1931 eingeweiht.

### Fassade
Im Gegensatz zu dem übrigen Bau in geometrisch modernen Formen stand der hoch aufragende Eingangsbereich. Er erhielt eine bildhafte Fassade aus Holz, Klinker und Glasbausteinen als Hintergrund für den eigenartigen, von Zeitgenossen meist als hässlich empfundenen Lebensbaum. Dieser war gestaltet als großformatige Holzplastik mit Darstellungen der germanischen Schicksalsmächte und der Figur des „atlantischen Heilsbringers“ – einem eigentümlichen Götzenbild, in dem sich der gekreuzigte Christus mit dem heidnischen Odin mischte.

### Treppenhaus und Himmelssaal
Das berühmte Treppenhaus mit seiner eleganten Wendeltreppe – ein Schlüsselwerk des Art déco in Norddeutschland – führt zum Himmelssaal. Eingelassen in die 89 Stufen, die um eine Mittelachse aus drei himmelwärts strebenden Pfeilern kreisen, sind jeweils acht bierdeckelgroße runde Scheiben aus weißem Glas. Das Geländer ist aus Beton gegossen, durchbrochen wiederum von Glaslinsen. Kaltes Licht fällt durch weiße und blaue Glasbausteine in diesen Treppenturm.
Der Himmelssaal, eine parabolische Kuppel aus blauen und weißen Glasbausteinen, hat eine besondere Licht- und Raumwirkung und sollte ein mystischer Ort sein. An der Stirnseite wiederholen sich die Symbole des Hauptportals und an den Seiten des parabelförmigen Daches erscheint überall der Lebensbaum in blauen Glasbausteinen.
Bis heute weitgehend original erhalten sind das Treppenhaus und der Himmelssaal, die zu den interessantesten Zeugnissen deutscher Architektur der Zwischenkriegszeit zählen.
Aktuell (Stand Januar 2024) wird der Himmelssaal von dem Radisson Blu Hotel in Bremen betrieben. Der Himmelssaal wird für Hochzeiten, freie Trauungen, Trauerfeiern und auch für Tagungen genutzt.

### Nutzung und Wirkung bis 1945
In den ersten beiden Jahren nach Fertigstellung des Himmelssaals übten sich dort junge Frauen und Männer im Ausdruckstanz. 1933 zog dort das Museum Väterkunde ein, mit dessen Aufbau Roselius 1927 Hans Müller-Brauel beauftragt hatte. Das umstrittene Museum, in dem Ludwig Roselius seine umfangreichen prähistorischen Sammlungen unterbrachte, wollte die nordische genauso wie die amerikanische Kultur aus dem untergegangenen Atlantis ableiten.
Ebenfalls im Haus Atlantis waren die Räume des Clubs zu Bremen untergebracht und eine Zweigstelle des Berliner Auswärtigen Amtes, die sich um Wirtschaftsförderung in der Region kümmern und internationale Geschäftsbeziehungen vermitteln sollte. Nebenan hatte die Bremen-Amerika-Bank ihren Sitz (Haus des Glockenspiels).
1933 mehrten sich die Angriffe gegen Hoetgers Architektur. Die gleichgeschaltete nationalsozialistische Presse forderte einen Umbau der Hoetger-Schöpfungen, insbesondere der Lebensbaum erregte Ärger. Roselius wollte ihn abnehmen lassen, auch andere Baudetails standen zur Disposition. Anlässlich des zweiten „Nordischen Things“ 1934 ließ Roselius im Himmelssaal die Namen „großer Deutscher“, Hindenburg und Hitler eingeschlossen, in Metallbuchstaben an den Wänden anbringen.
Ausgerechnet Albert Speer kam allen Umbaumaßnahmen zuvor, indem er die Böttcherstraße unter Denkmalschutz stellte – ein Lehrbeispiel für die Willkürlichkeit des Konzeptes „entartete Kunst“. Bis zum Krieg hatte die Straße trotz aller Anfeindungen Erfolg und war zusehends zum internationalen Wahrzeichen für Bremen geworden.

## Kriegsschäden
Im Oktober 1944 zerstörten britische Brandbomben fast die gesamte Böttcherstraße. Im Haus Atlantis brannten die erste und zweite Etage aus. Die Holzskulptur des Lebensbaumes war zum großen Teil verkohlt und zerstört und wurde 1945 nicht wiederhergestellt – allzu sehr missfiel Hoetgers höchst problematische Darstellung eines „arischen Christus“.
Die Räume hinter der Fassade wurden zu einem Theater und einem Kino ausgebaut und dabei die Fensteröffnungen zur Straße hin komplett vermauert, um die notwendige Dunkelheit für die Innenräume zu gewinnen. 1954 wurde die Fassade mit einem Sternenhimmel mit Sternzeichenuhr verziert, was sich bald darauf als sehr wartungsaufwändig erwies. Es folgten 1962 Überlegungen, die Fassade des Hauses völlig neu zu gestalten, um letzte Kriegsschäden und Provisorien zu beseitigen.

## Die neue Fassade

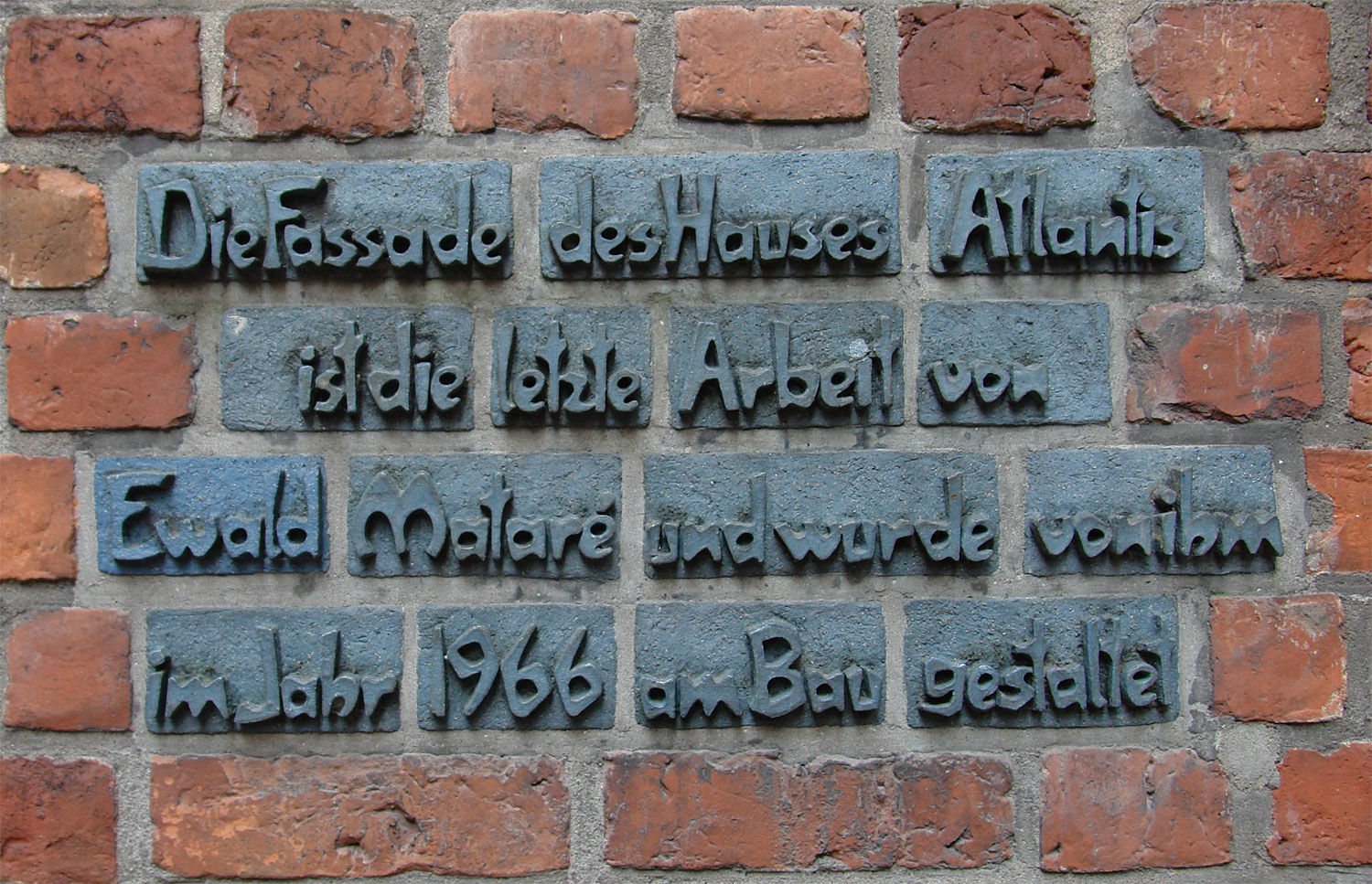
Gedenktafel am Haus Atlantis

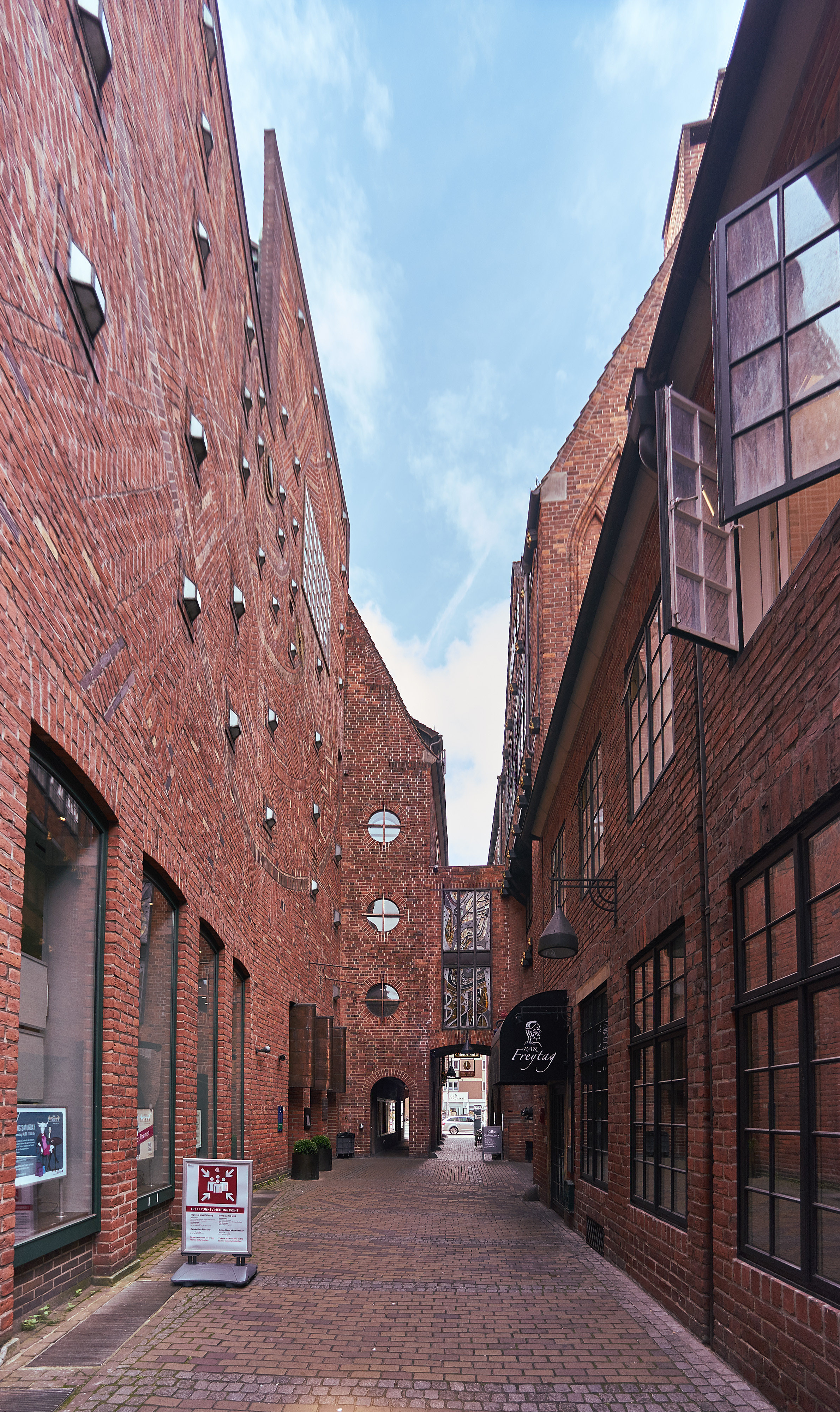
Fassade von Mataré an der Böttcherstraße

Noch im gleichen Jahr erging eine erste Anfrage an Ewald Mataré, der als Gestalter bewiesen hatte, dass er mit großen Flächen umgehen konnte. Er kannte Hoetger seit 1919, war aber der nationalsozialistischen Mitläuferschaft unverdächtig.
Mataré empfand die ihm übertragene Aufgabe, eine so große Fläche in einem so engen Straßenraum wirkungsvoll zu gestalten, als schwierig. Bis Januar 1963 waren seine Entwürfe so weit gediehen, dass er sie in verkleinerten Gipsmodellen formulierte. Anstelle einer von Seiten der Böttcherstraße vorgeschlagenen Skulptur von Bernhard Hoetger, die als Reminiszenz an den Erbauer des Hauses ins Zentrum der Fassade zu platzieren gewesen wäre, verwirklichte Mataré einen Gong an dieser Stelle, der an das Glockenspiel gekoppelt schlagen sollte. Als Baumaterial wählte er handgeformte holländische, schwarzbraune Verblendklinker im Klosterformat.
Baubeginn war am 10. September 1964. Nach schwerer Krankheit besichtigte Mataré die Baustelle am 12. März 1965 ein letztes Mal und fand sein fast fertiggestelltes Werk gut ausgeführt. Ewald Mataré starb 78-jährig am 28. März 1965 in seinem Heimatort Büderich – am Tag, als alle Bauarbeiten beendet waren. Die Schlussabnahme erfolgte am 7. März 1966.
Als großer Wurf bei ihrer Einweihung gepriesen, mehrte sich Ende der 1970er Jahre Kritik an der „flächenhaften“ Lösung – sie lasse Hoetgers Idee des Hauses Atlantis nur noch erahnen. Bei näherer Betrachtung ergeben sich aber durchaus Bezüge zu Hoetgers Fassadenidee. Die zunächst abstrakt wirkenden Ziegelmuster lassen sich figurativ interpretieren: Um den Gong als Zentrum herum ergibt sich ein konzentrisches Sonnenrad aus dunkleren Ziegelsteinen, vom Gong ausgehend sogar ein Kreuz. Von diesem Zentrum gehen Strahlen aus, die sich über die ganze Fassade ausbreiten. Im Gegensatz zu Hoetgers konkret auf die nordische Sagen- und Mythenwelt bezogene Fassade bleiben Matarés Kreise, die die Fassade konzentrisch gliedern, abstrakt und sind allenfalls in Richtung eines universellen kosmischen Weltbildes interpretierbar.

## Nutzungen nach 1945
Von 1946 bis 1949 beherbergte das Haus die Kammerspiele Bremen, deren Räumlichkeiten bis 1984 als Spielstätte des Theaters Bremen dienten. 1979 verkaufte Ludwig Roselius junior Kaffee Hag und die Böttcherstraße an das amerikanische Unternehmen Kraft Foods. 1988 wurde das Haus Atlantis aus dem Gesamtensemble Böttcherstraße herausgelöst und an einen schwedischen Hotelkonzern verkauft, der das Haus in das nebenan neu gebaute Hotel Scandic Crown integrierte und es umfangreich sanierte. Heute ist das Haus Atlantis Bestandteil des Radisson Blu Hotels Bremen.